# Anna Cullhed
Anna Cullhed, egentligen Anna Kristina Albertson, född Cullhed 9 oktober 1966, är en svensk litteraturvetare och professor vid Stockholms universitet. 
Cullheds doktorsavhandling från 2001 beskriver hur poesin kopplades till olika tänkesätt i slutet av 1700-talet och början av 1800-talet. Avhandlingen kom ut 2002 i något omarbetad form på förlaget Peter Lang i deras serie Europäische Hochschulschriften. Cullhed redigerade år 2009 Poetens monopolium, en antologi om Bengt Lidner. Hon är sedan 2009 ordförande i Sällskapet för 1700-talsstudier.
Från 1 juli 2007 var hon akademiforskare med finansiering från Knut och Alice Wallenbergs Stiftelse. År 2017 blev hon professor i litteraturvetenskap vid Stockholms universitet.